# Liste der Monuments historiques in Romain-aux-Bois
Die Liste der Monuments historiques in Romain-aux-Bois führt die Monuments historiques in der französischen Gemeinde Romain-aux-Bois auf.

## Liste der Immobilien
| Bezeichnung                | Beschreibung                                    | Standort              | Kennzeichnung | Schutzstatus | Datum | Bild           |
| -------------------------- | ----------------------------------------------- | --------------------- | ------------- | ------------ | ----- | -------------- |
| Kirche St-Evre             | ab dem 13. Jahrhundert                          | Rue du Potel (Lage)   | PA00132654    | Inscrit      | 1994  | weitere Bilder |
| Château de Romain-aux-Bois | festes Haus, zweite Hälfte des 16. Jahrhunderts | 1 rue du Potel (Lage) | PA00107267    | Inscrit      | 1982  |                |